# Великопольское восстание (1848)
См. также: Революция 1848—1849 годов в Германии
Великопольское восстание 1848 года (пол. Powstanie wielkopolskie) — польское национальное восстание против Прусского королевства, часть революции 1848-49 годов в Германии.

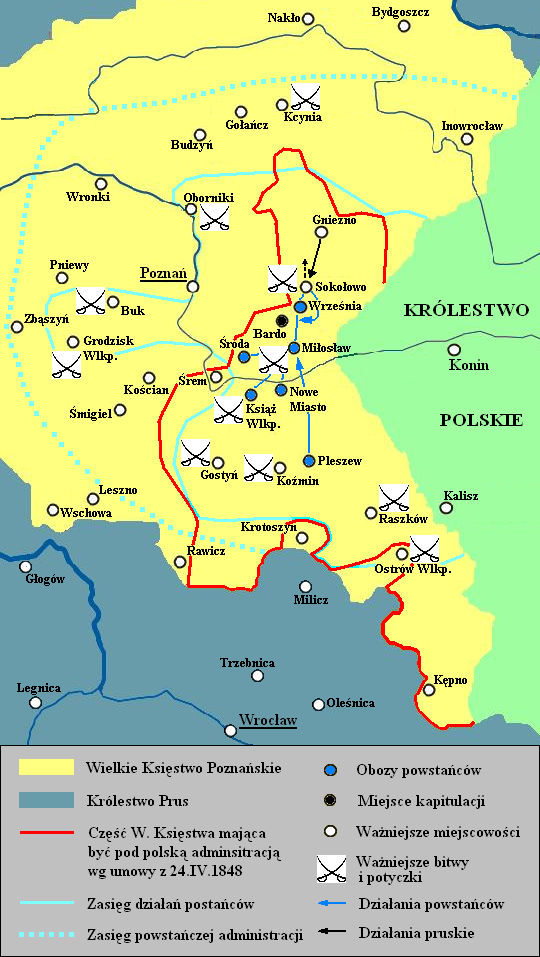
Места боёв во время восстания 1848 г.

С началом мартовской революции, охватившей Германию, 20 марта 1848 года польская сторона учредила Польский национальный комитет с местонахождением в гостинице «Базар» в Познани. К нему также присоединились лидеры восстания 1846 года, то есть Кароль Либельт и Людвик Мерославский, освобожденные из прусской тюрьмы. ПНК, не долго думая, провозгласила независимость и подняла восстание против прусских властей. Мерославский стал главнокомандующим восстания. В Комитете было два крыла: левое, целью которого было народное восстание и борьба с монархией, и правое, стремившееся к соглашению с прусским королем в обмен на автономию Познани.
Повстанческие власти приступили к формированию вооруженных сил. Все мужчины в возрасте от 17 до 50 лет подлежали обязательному призыву. Были предприняты усилия, чтобы вовлечь крестьян в восстание. В качестве поощрения им было обещано, что за участие в восстании они получат в собственность землю, которую до сих пор обрабатывали. Кроме того, безземельные крестьяне также должны были получить землю. Со временем силы повстанцев стали насчитывать около 20 000 бойцов.
Сражения с прусской армией происходили на всей территории Великого княжества Познанского. Однако руководители восстания, пытаясь использовать свое временное преимущество, решили договориться с немецкими властями. 11 апреля в Ярославце было подписано соглашение, которое должно было гарантировать автономию части Великой Польши. Было решено распустить большую часть повстанческих отрядов. Последние восприняли это соглашение как предательство, но большая часть войск была расформирована. Однако немецкая сторона не соблюдала положения соглашения и приступила к разоружению оставшихся польских отрядов, которые в ответ попытались защититься, как при Ксёнже. В нескольких боях, например, при Мирославце и Соколове, повстанцы одержали победы. Однако основные силы во главе с Мерославским 9 мая сложили оружие. Последние самостоятельные силы повстанцев капитулировали 17 сентября под Жнином.
С падением восстания прекратило свое существование Великое княжество Познанское, которое по решению берлинских властей в 1848 году было переименовано в Познанскую провинцию.